# Янош Конрад
Янош Конрад (угор. János Konrád, 27 серпня 1941 — 26 листопада 2014) — угорський ватерполіст і плавець.
Олімпійський чемпіон 1964 року.
Бронзовий призер Олімпійських ігор 1960, 1968 років.